# ديكسون (كاليفورنيا)
ديكسون (بالإنجليزية: Dixon)‏ هي إحدى مدن مقاطعة سولانو، كاليفورنيا. تم إعطاءها لقب مدينة في 30 مارس، 1878.

## أعلام
- زاك ناش
- جون كوري
- جيري هورتون